# ビュルシュテット
ビュルシュテット (ドイツ語: Bülstedt) は、ドイツ連邦共和国ニーダーザクセン州のローテンブルク（ヴュンメ）郡に属す町村（以下、本項では便宜上「町」と記述する）で、ザムトゲマインデ・タルムシュテットを構成する町村の一つである。

## 地理
ビュルシュテットの北東には、広さ 22ha のシュヴァルツェス・モーア自然保護区がある。

### 自治体の構成
首邑のビュルシュテットの他、オスターブルーフとシュタインフェルトがこの町に属す。

## 行政

### 議会
この町の議会は、9議席からなる。

## 経済と社会資本

### 交通
ビュルシュテットは、アウトバーン A1号線の北西約 10km に位置する。このアウトバーンは町内を通っているのだが、重要な交通路にはなっていない。主にヴィルシュテットへ行く郡道 K117号線やシュタインフェルトを通る州道 L132号線が、この町と周辺地域を結んでいる。

## 引用
1. ↑  Landesamt für Statistik Niedersachsen, LSN-Online Regionaldatenbank, Tabelle A100001G: Fortschreibung des Bevölkerungsstandes, Stand 31. Dezember 2023